# Cydros
Cydros is een kevergeslacht uit de familie van de boktorren (Cerambycidae). De wetenschappelijke naam van het geslacht werd voor het eerst geldig gepubliceerd in 1866 door Pascoe.

## Soorten
Cydros omvat de volgende soorten:
- Cydros leucurus Pascoe, 1866
- Cydros melzeri Monné & Fragoso, 1984